# Embaixada dos Camarões em Brasília
A Embaixada dos Camarões em Brasília é a principal representação diplomática camaronesa no Brasil e a única do país na América Latina. O atual embaixador é Martin Agbor Mbeng, sendo uns dos embaixadores há mais tempo em seu posto no Brasil.
Está localizada no Setor de Habitações Individuais Sul do Lago Sul, na quadra SHIS QI 15, conjunto 14, casa 17.

## História
As relações entre Brasil e Camarões iniciaram após a independência do país, em 1960. A representação camaronesa foi aberta em 1984, dois anos após a sua equivalente brasileira em Yaoundé, e esta instalada em uma casa no bairro residencial do Lago Sul. As vésperas do Natal de 2018, um acidente com uma árvore da casa vizinha após um temporal destruiu o telhado da embaixada, mas sem feridos.

## Serviços
A embaixada realiza os serviços protocolares das representações estrangeiras, como o auxílio aos camaroneses que moram no Brasil e aos visitantes vindos da Camarões e também para os brasileiros que desejam visitar ou se mudar para o país africano. Há poucos brasileiros no país, menos de cem, a maioria religiosos e missionários. Ela também realiza todas as funções consulares, visto que o país não possui outros consulados no Brasil. Outras ações que passam pela embaixada são as relações diplomáticas com o governo brasileiro nas áreas política, econômica e cultural, realizando eventos culturais e também com as outras embaixadas africanas.